# Coop Fastigheter
Coop Fastigheter är ett svenskt fastighetsbolag inriktat på handelsanläggningar. Det ingår i KF-koncernen.